# 兔姓
兔姓，是一個稀有的中文姓氏，姓氏著作中不多提到兔姓，非常少见。

## 分布
此姓氏只分布于江苏兴化、四川等地。兔姓居民多住于四川等地。山西河津市有兔姓村民居住。广东梅州市曾经也有兔姓村民及墓碑石，有族谱记载。

## 延伸阅读
[在维基数据编辑]
 《欽定古今圖書集成·明倫彙編·氏族典·兔姓部》，出自陈梦雷《古今圖書集成》